# Carson Cooman
Carson Cooman (né le 12 juin 1982 à Rochester) est un compositeur américain.

## Œuvres
Carson Cooman a composé de la musique de chambre, des œuvres pour piano, pour orgue, guitare, des concertos.